# Sandu Frunză
Sandu Frunză (n. 1966) este un filosof român, cercetător în domeniile fundamentalismului religios, filosofiei post-holocaust, imaginarului religios în publicitate, consilierii etice și dezvoltării personale.

## Biografie
Sandu Frunză este profesor universitar doctor, doctor habilitat în cadrul Departamentului de Comunicare, Relații publice și Publicitate al Facultății de Științe Politice, Administrative și ale Comunicării din Universitatea Babeș-Bolyai, Cluj, România. A urmat stagii de specializare, de cercetare și documentare în filozofie, studii religioase, religie și politică, biopolitică, etică relațională, deontologie, filozofie evreiască, în centre universitare precum Boston, Budapesta, Ierusalim, Montpellier, Munster, Philadelphia, Salt Lake City, Santa Barbara, Sofia, Viena etc. [1]
·        1988 – 1993  a urmat studii universitare la Universitatea Babeș-Bolyai, Facultatea de Istorie și Filosofie, Secția Filosofie, Specializarea Filosofie și Istorie.
·        1993 – 2014 a ocupat prin concurs pozițiile de preparator (1994), asistent (1996), lector (1999), conferențiar (2004) la Universitatea Babeș-Bolyai, Cluj. În 21 februarie  2014 ocupă prin concurs postul de profesor la Departamentul de Comunicare, PR și Publicitate, Universitatea Babeș-Bolyai, pentru cursurile: Religie, Comunicare, Biopolitică în filosofia contemporană; Etica în publicitate; Structuri mitice ale limbajului publicitar
·        1996 – 2000 a parcurs studiile doctorale în Filosofia culturii, valorilor și a istoriei, la Universitatea Babeș-Bolyai. În data de 12 decembrie 2000 obține titlul de doctor în filosofie. Pentru teza de doctorat l-a avut coordonator științific pe prof. univ. dr. Aurel Codoban. A fost publicată în 2001 la Editura Dacia (o editură foarte cunoscută în acea vreme) cu titlul Experiența religioasă în gîndirea lui Dumitru Stăniloae. O etică relațională.[2]
·        Din 2001 este coordonator al Seminarului de Cercetare Interdisciplinară a Religiilor și Ideologiilor, un grup de cercetare și dezbatere destinat tinerilor cercetători. Este președinte al SACRI Arhivat în 11 februarie 2009, la Wayback Machine..
·        2004 – 2007 a fost pentru un mandat șeful Catedrei de Filosofie Sistematică, Facultatea   de   Istorie  și   Filosofie, Universitatea „Babeș-Bolyai”. Pentru perioada 2005 – 2006 a îndeplinit și mandatul de șef al Departamentului de Filosofie.
·        2005 a primit Premiul Academiei Române
·        Din 2013 este coordonator al Romanian Unit of the International Network of UNESCO Chair in Bioethics (Haifa)[3]
·        2013 i se acordă atestatul de abilitare și calitatea de conducător de doctorat în domeniul științelor politice în urma susținerii publice a tezei de abilitare cu titlul Ethical Reconstruction of Public Space through Rethinking of the Relationship among Philosophy, Religion and Ideology.[4] Din 2014 este conducător de doctorat, domeniul științe politice, la Școala doctorală de științe politice și științele comunicării Arhivat în 30 ianuarie 2016, la Wayback Machine., Universitatea Babeș-Bolyai, Cluj-Napoca.[5]

## Contribuții semnificative
Are contribuții semnificative pe teme de fundamentalism religios, religie și politică, filosofia postholocaust, etică relațională, etica în comunicare, relații publice și publicitate, imaginar religios în publicitate, dezvoltare personală și responsabilitate socială.

### Valorificarea filosofică a gîndirii lui Dumitru Stăniloae
Sandu Frunză este unul dintre cei mai importanți exegeți ai operei celui mai important teolog român, Dumitru Stăniloae. Lectura sa face din opera marelui teolog ortodox fundamentul unei etici relaționale ce deschide experiența creștină spre viața cotidiană a omului postmodern. Lucrările sale O antropologie mistică. Introducere în gîndirea Părintelui Stăniloae (1996) și Experiența religioasă în gîndirea lui Dumitru Stăniloae. O etică relațională (2001) sînt un reper semnificativ în analiza operei teologului.
Importanța textelor lui Sandu Frunză este relevată de Aurel Codoban atunci cînd afirmă că ”avem în față o lectură personală a operei Părintelui Stăniloae, în sensul hermeneutic, în care lectura este o interpretare. Interpretarea proprie dar bine susținută îl conduce pe Sandu Frunză ca în punctul de întâlnire între filosofie și teologie să reconstruiască din gândurile Părintelui Stăniloae o antropologie. Pentru că povestea pe care o spune filosofia este mereu cea a omului. Nu se găsește, deci, loc de întâlnire mai potrivit cu teologia decât aceeași poveste a omului spusă de teologi ... Pentru a defini această antropologie trebuie să situăm în centrul ei persoana și comuniunea. Dar pentru a-i înțelege esența trebuie să-i explorăm calificativul de mistică și dimensiunea ei profundă care este iubirea. Cu o astfel de stare a minții este scrisă această carte care, dinspre filosofie spre teologie, nu este nici epigonică, nici de îndepărtare și care culege în ea chipul limpede al persoanei, operei și vieții Părintelui Dumitru Stăniloae”.
O modalitate de valorizare a operei lui Dumitru Stăniloae practicată de Sandu Frunză este alcătuirea a două antologii de texte repezentative: Iubirea creștină (1993) și Trăirea lui Dumnezeu în ortodoxie (1993). În postfața la cea de a doua ediție, Ioan Chirilă scria: ”Întâlnirea cu această selecție de texte din opera părintelui Stăniloae oferă posibilitatea înțelegerii unui adevăr cardinal: descolasticizarea, duplicitarul, teoretizarea sterilă, fariseismul nu pot fi înlăturate decât prin trăire, prin experiența lui Dumnezeu din viața noastră”.

### Contribuții la analiza fundamentalismului religios
O contribuție importantă adusă de Sandu Frunză se manifestă în domeniul analizei raporturilor dintre religie și politică, dintre religie și ideologie. Cercetările sale privind fundamentalismul religios au început încă din anul 2000 și pot fi observate în lucrarea Fundamentalismul religios și noul conflict al ideologiilor publicată în 2003 și reeditată în 2015 într-o ediție actualizată și mult extinsă. 
Fundamentalismul religios este privit din perspectiva relațiilor politice globale. Teza centrală pornește de la criza identității pe care o aduce secularizarea în comunitățile tradiționale în epoca postmodernă. Concluzia la care ajunge este că fundamentalismul religios nu este un fenomen de ”renaștere spirituală” sau de revenire a religiosului, ci un fenomen de manifestare a unor ideologii politice prin intermediul imaginarului și al limbajului religios. Avînd în vedere analizele lui Sandu Frunză care relevă dialectica sacrului și profanului în care se înscrie, pe de o parte, fenomenul tranformării ideologiilor moderne în religii secularizate, iar pe de altă parte fenomenul metamofozării religiilor în ideologii politice, Ciprian Lupșe constata că ”analiza dialecticii, a „balansului“ contemporan între teologie și ideologie, între religios și secular, indiferent de conjunctura axiologică în care sunt plasați acești termeni, o reușește Sandu Frunză cu acea detașare metodologică specifică discursului intenționat epistemic. 
În recomandarea pe care o face cărții, Nicu Gavriluță se afirmă că ”Fundamentalismul  religios și noul conflict al ideologiilor este o carte excepțională scrisă de Sandu Frunză, unul dintre cei mai buni specialiști români în știința comparată a religiilor. În acest volum sunt exemplar analizate mișcările fundamentaliste din cele trei mari religii ale lumii (Iudaism, Creștinism și Islam), cu exemple de ultimă oră. Scriitura cărții este clară, elegantă și obiectivă. Mitologiile lumii actuale sunt ingenios revalorizate, iar imaginarul religios este interpretat subtil și foarte nuanțat. Cartea tratează ideologiile ca religii secularizate, dar și religiile metamorfozate în stranii ideologii. Terorismul, bioetica și biopolitica sunt formidabile provocări ale lumii de astăzi, temeinic și convingător analizate de Sandu Frunză. Ideologia, identitatea religioasă, multiculturalismul și globalizarea sunt reperele fundamentale sub semnul cărora suntem invitați să înțelegem Fundamentalismul religios și noul conflict al ideologiilor”.

### Contribuții la dezvoltarea filosofiei post-holocaust
Așa cum remarca Bogdan Baghiu,  profesorul Sandu Frunză oferă în cultura românească instrumente de lucru indispensabile pentru cercetătorii culturii iudaice. Lucrarea sa Filozofie și Iudaism ”se constituie într-o utilă și integratoare propedeutică în fascinanta lume a gândirii evreiești și reprezintă o inițiativă de pionierat în literatura românească de specialitate”. Despre același volum, Moshe Idel afirma că ”analizează într-un mod erudit două vârfuri importante ale gîndirii evreiești, Philon și Maimonide, dar și o serie de gânditori evrei contemporani, ca un efort hermeneutic continuu, punând în valoare schimbările de bază ale interogării reciproce, ca și dimensiunile mistice ce apar ca un rezultat al tensiunii dintre cele două centre (Atena și Ierusalimul)”.
Una dintre cele mai importante contribuții aduse de Sandu Frunză este introducerea în context românesc a demersului specific filosofiei post-holocaut. El se situează, astfel, în linia unor gînditori precum Hans Jonas, Emil L. Fackenheim, Emmanuel Levinas, Richard L. Rubenstein, Ignaz Maybaum, Arthur A. Cohen sau  Giorgio Agamben. 
Utilizînd ca premiză analiza etică a indiferenței, volumul Dumnezeu și Holocaustul la Elie Wiesel. O etică a responsabilității se constituie ca o lucrare de neocolit pentru oricine este interesat de acest domeniu. Despre acest demers Michael S. Jones arăta că este vorba despre „a philosophical exploration of Wiesel’s experiences and the impact that they had on his faith, on his understanding of certain theological issues, and how these experiences led Wiesel to a particular philosophy of life oriented around an ethic of alterity”. Vianu Mureșan aprecia că ”o pedagogie exercitată în direcția responsabilității, așa cum procedează și profesorul Sandu Frunză animat de spiritul lui Wiesel, este nu doar oportună, ci și recomandabilă câtă vreme admitem că, cinstit, n-avem un instrument etic mai eficient în cadrele de relativă ordine ale societăților civilizate”.
Valoarea lucrării a fost remarcată de exegeți:
Iulian Boldea scria: „Cartea lui Sandu Frunză, densă și aplicată, animată de spirit metodic și de finețe analitică, conturează un portret credibil și riguros al scriitorului și gânditorului Elie Wiesel”.
            Lucian-Zeev Herscovici relevă că „This is a very important book within the Romanian intellectual framework. It may help Romanian-language readers understand a special aspect of the Holocaust”.
            Cristina  Gavriluță și Romeo Asiminei au fost subliniat contribuția deosebită adusă la cercetarea asupra holocaustului: „God and the Holocaust by Sandu Frunză is unique in the Romanian literature on this topic .... The author’s expertise (professor Sandu Frunză being one of the best specialists of Judaic philosophy in Romania) is reflected in the quality of style, bibliography and interpretive subtleties. All these come together into a special intellectual experience...”.

### Contribuții la dezvoltarea eticii relaționale și a comunicării
În calitatea sa de profesor la Departamentul de Comunicare, Relații Publice și Publicitate de la Universitatea Babeș-Bolyai din Cluj, Sandu Frunză îmbină activitatea sa didactică cu cea de cercetare. Studiile și volumele publicate în ultimii ani stau mărturie în acest sens. Mi se pare sugestivă în acest sens recenzia lui Mihnea Stoica în care afirmă că ”Printre lucrările care contribuie la redarea locului binemeritat în dezbaterea publică a eticii ca disciplină filosofică și practică relațională se numără și cartea Publicitatea și administrația publică sub presiunea eticii, publicată de Sandu Frunză. Printre domeniile de interes ale autorului, reflectate în numeroasele volume publicate până azi, regăsim etica, fundamentalismul religios, biopolitica, imaginarul religios în publicitate, responsabilitatea socială și dezvoltarea personală”.
În același timp, Antonio Sandu evidențiază o altă dimensiune a operei lui Sandu Frunză: ”Reffering to the book „Symbolic communication and seduction”, published at Tritonic Publishing House by Professor Sandu Frunza (2014), we observe that he has placed communication, and the symbolic function in general, in the center of the process of social construction of reality … Sandu Frunza is concerned with how the religious experience becomes communication experience. The channels through which the sacred becomes communication act is constituted by the ritual and the mithical structure that composes it. The experience of the sacred is one of issuing significance. The religious experience as symbolic experience on the transcendent in its process of construction, in its rituals of constructing reality, is placed in the empire of semiotics”.
Pe lângă acestea, Sandu Frunză este unul dintre pionierii consilierii filosofice în România, după cum au punctat Adrian Hagiu și Sergiu Bortoș: „Un alt filosof pentru care consilierea filosofică a devenit, înainte de toate, un mod de acces către autenticitatea ființei umane este Sandu Frunză”.

## Volume de autor
1.      Sandu Frunză, Fundamentalismul religios și noul conflict al ideologiilor, ediția a doua revăzută și adăugită, (Cluj: Școala Ardeleană, 2015).
2.      Sandu Frunză, Etica și administrația publică sub presiunea eticii (Iași: Lumen, 2015); Sandu Frunză, Advertising and Administration Under the Pressure of Ethics, (Les Arcs: SUERS, 2014).
3.      Sandu Frunză, Advertising constructs reality. Religion and advertising in the consumer society, (București: Tritonic, 2014).
4.      Sandu Frunză, Comunicare simbolică și seducție. Studii despre seducția comunicării, comportamentul ritualic și religie (București: Tritonic, 2014).
5.      Sandu Frunză, Ethical Reconstruction of Public Space through Rethinking of the Relationship among Philosophy, Religion and Ideology, (Cluj: Presa Universitară Clujeană, 2013).
6.     Sandu Frunză, Ethical Communication and Social Responsibility, Saarbruchen, Germany: Lap Lambert Academic Publishing, 2013; Sandu Frunză, Comunicare etică și responsabilitate socială, Ed. Tritonic, București, 2011.
7.     Sandu Frunză, Dumnezeu și Holocaustul la Elie Wiesel. O etică a responsabilității, Ed. Contemporanul, București, 2010.
Filosofie și iudaism, Ed. Limes, Cluj, 2006.
8. Sandu Frunză, Fundamentalismul religios și noul conflict al ideologiilor, Ed. Limes, Cluj, 2003.
9. Sandu Frunză, Experiența religioasă în gîndirea lui Dumitru Stăniloae. O etică relațională, Ed. Dacia, Cluj, 2001.
10. Sandu Frunză, Iubirea și Transcendența. O introducere la problema spațiului median al experienței religioase în Iudaism și Creștinismul Răsăritean, Ed. Dacia, Cluj, 1999.
11. Sandu Frunză, O antropologie mistică. Introducere în gîndirea Părintelui Stăniloae, Ed. Omniscop, Craiova, 1996.

## Volume coordonate
- Sandu Frunză, Mihaela Frunză (Coord.), Religion, Culture and Ideology in America, Ed. Tritonic, București, 2012.
- Sandu Frunză, Mihaela Frunză (Coord.). Criza instituțională a filosofiei, Ed. Limes, Cluj, 2010, 153 P., ISBN 978-973-726-555-5
- Sandu Frunză, Mihaela Frunză, Essays in Honor of Moshe Idel, Ed. Provopress, Cluj, 2008.
- Sandu Frunză, Michael S. Jones (ed.) – Education and Cultural Diversity, Ed. Provopress, Cluj, 2006.
- Mihaela Frunză, Sandu Frunză, Nicu Gavriluță, Silviu E. Rogobete (ed.) – Tinerii și politica. Împreună pentru o politică mai bună, Ed. Provopress, Cluj, 2006.
- Sandu Frunză, Nicu Gavriluță, Michael S. Jones (ed.) – The Challenges of Multiculturalism in Central and Eastern Europe, Ed. Provopress, Cluj, 2005.
- Sandu Frunză, Pași spre integrare. Religie și drepturile omului în România, Ed. Limes, Cluj, 2004.
- Sandu Frunză, Filosofie și religie. O abordare multidisciplinară, Ed. Limes, Cluj, 2001.

## Publicații disponibile online
1.     Ioan Hosu, Sandu Frunză, „Religious Affiliation and Social Action in the Public Space”, Revista de cercetare și intervenție socială, vol. 43 (2013): 240-254.
2.     Sandu Frunză, ”Secular Bioethics and Euthanasia in a Democratic Public Space”, European Journal of Science and Theology, Vol.9, No.4 (2013): 1-9.
3.     Sandu Frunză, ”Increasing competence - an ethical duty of civil servants”. Transylvanian Review of Administrative Sciences, Special Issue (2012): 32-41. 
4.     Sandu Frunză, ”Minimal Ethics and the New Configuration of the Public Space”, Journal for the Study of Religions and Ideologies, Vol 11, No 32 (2012): 3-17. 
5.     Sandu Frunză, ”Political Communication and the Median Space of Religious Experience”, Revista de cercetare și intervenție socială. vol. 39 (2012): 176-186. 
6.     Sandu     Frunză, „Media Communication and the Politics of Simbolic Construction of  Reality”, Journal for the Study of  Religions and Ideologies, Vol 10, No 29 (2011): 182-202. 
7.     Sandu     Frunză, „Does communication construct reality? A New Perspective on the Crisis of Religion and the Dialectic of the Sacred”, Revista de cercetare și intervenție socială, vol. 35 (2011): 180-193.

## Recenzii
- Cătălin Vasile Bobb, Filosofia înțelepciunii, Alternative, nr. 11-12 (ianuarie-februarie 2007).
- Iulia Grad, Jewish Philosophy: between Jerusalem and Athens, Philobiblon, Vol. 12, 2007, pp. 441-446.
- Robert Arnăutu, Educația diversității/diversitatea educației, „Tribuna”, an V, 16-30 iunie 2006, p. 4.
- Lucian-Zeev Herșcovici, Sandu Frunză, Filosofie și Iudaism /Philosophy and Judaism, “Journal for the Study of Religions and Ideologies”, no. 15, Winter 2006, pp. 119-120.
- Robert Arnăutu, Multiculturalism în „noua Europă”, „Timpul”, an IV, nr, 77, mai 2005, p. 17.
- Maria Pantea, Sandu Frunză, Nicu Gavriluta and Michael S. Jones (Eds.), The Challenges of Multiculturalism in Central and Eastern Europe, “Journal for the Study of Religions and Ideologies”, No.10, Spring 2005, pp. 248-249.
- Codruța Cuceu, Nicolae Kallós, A dialogue on Jewish identity, Holocaust,and Communism as personal Experiences, “Journal for the Study of Religions and Ideologies”, No.10, Spring 2005, pp. 250-251.
- Ciprian Lupșe, Reinterpretări ale fundamentalismului religios, Observator cultural, nr. 250, decembrie 2004.
- Michael Jones, Sandu Frunză, editor, Filosofie și Religie: O Abordare Multidisciplinară (Philosophy and Religion: An Interdisciplinary Approach Arhivat în 29 iunie 2023, la Wayback Machine.), Religion in Eastern Europe, XXIV, 5 (October 2004) pp. 47-49.
- Sorin Șipoș, Trecutul luminează uneori realitățile contemporane nouă, în „Impact”, nr. 16/21-27 aprilie 2004, p. 10.
- Roxana Havrici, Fundamentalism și ideologie,Tribuna, serie nouă, anul III, nr. 34, 1-15 februarie 2004, p. 4
- Ioana-Roxana Havrici, Sandu Frunză, Religious Fundamentalism and the New Conflict of Ideologies, “Journal for the Study of Religions and Ideologies”, No.6, Winter 2003, pp. 200-202.
- Ovidiu Podar, Sandu Frunză, Iubirea si Transcendenta. O introducere la problema spatiului median al experientei religioase in Iudaism si Crestinismul Rasaritean / Love and Transcendence. An Introduction to the Problem of the Median Space of Religious Experience in Judaism and Eastern Christianity , “Journal for the Study of Religions and Ideologies”, No. 3, Winter 2002, pp. 237-239.
- Ana-Elena Ilinca, Sandu Frunză (coord.), Philosophy and Religion - A Multidisciplinary Approach, “Journal for the Study of Religions and Ideologies”, No. 1, Spring 2002 pp. 146-149.
- Vianu Mureșan, O abordare filosofică a gîndirii lui Dumitru Stăniloae, Piața literară, Nr. 1/21 decembrie 2001, p. 10.
- Dana Sorea, Sandu Frunză - O antropologie mistică, „Astra”, nr. 1/2000, pp. 91-92.
- Nicolae Turcan, O sărbătoare a umanului, „Renașterea, Supliment Filocalia”, nr. 5/mai 1997, p. 1.
- Ștefan Iloaie, Între teologie și filosofie, „Renașterea”, nr. 7-8/1997, p. 10.
- Alin Fumurescu, Triplul mers pe sîrmă, „Ziua”, nr. 647/28 mai 1997, p. 7.
- Vasile George Dâncu, Despre întîlnirea umanului cu divinul, „Avertisment de Nord-Vest, nr. 52/28 ianuarie, An II, p. 7.
- Mircea Popa, Sandu Frunză: O antropologie mistică, Adevărul de Cluj, 30 nov.-2 dec. 1996, p. 4.
- Silvestru Dănilă, O antropologie mistică, Revista Seminarului Teologic Cluj, pp. 26-28.
- Aurel Codoban, Dincolo de epigonism, „Tribuna” nr. 50/ decembrie 1996, p. 11.
- Ioan Ică senior, Dincolo de teologie și filosofie, „Tribuna” nr. 50/ decembrie 1996, p. 11.
- Antonio Sandu, ”Seductive Logos And Construction Of Reality. A Semiotic Reading On The Volume: Symbolic Communication And Seduction, Author Sandu Frunza, Tritonic Publishing 2014”, Postmodern Openings, Volume 5, Issue 4, December (2014): 173-177
- Antonio Sandu, ”Ethics Pressure and Social Construction of Public Space. Review for the Volume “Publicity And Public Administration Under The Pressure Of Ethics”, Author Sandu Frunză [Presiunea Eticii și Construcția Socială a Spațiului Public. Recenzie la volumul „Publicitatea și Administrația Publică sub Presiunea Eticii”, Autor Sandu Frunză]”, Logos Universality Mentality Education Novelty, Section: Social Sciences, I (1), 197-203.
- Ștefan Vlăduțescu, Mirela Teodorescu, An analitical extended book review. S. Frunză: Advertising constructs reality (2014), International Letters of Social and Humanistic Sciences, 6(1) (2015) 98 - 106
- Ștefan Vlăduțescu, ”Sandu Frunză: „Advertising and Administration under the Pressure of Ethics” – Book review Arhivat în 1 iunie 2018, la Wayback Machine. «Sandu Frunză: „Advertising and Administration under the Pressure of Ethics””, International Letters of Social and Humanistic Sciences, issue 23  (2014): 90-92.
- Ștefan Vlăduțescu ”Sandu Frunzã: Subiectul etic social, comunicare eticã și responsabilitate socialã”, Mozaicul, serie nouă, Aul XVI, nr. 10 (180) (2013): 14.
- Paul Boca, ”Sandu Frunză and Mihaela Frunză (Eds.), Religion, Culture and Ideology in America, Tritonic Publishing, București, 2012”, Studia UBB Ephemerides, LVII, 1, 2012 (p. 61 –98)
- Larisa Kocic-Zámbó, "Seconding or Second Guessing Secularization Arhivat în 14 octombrie 2017, la Wayback Machine.", Americana, E-Journal of American Studies in Hungary, Volume X, Number 2, Fall 2014
- Catalin Bobb, ”Sandu Funza, Comunicare etica si responsabilitate sociala (Communication éthique et responsabilité sociale) Arhivat în 23 aprilie 2016, la Wayback Machine.”, Essachess - Journal for Communication Studies, Vol 5, No 1 (9) (2012): 212-215
- Galos, Raluca, “Comunicare etică și responsabilitate socială”, Timpul,  XII, nr. 154, (ianuarie 2012): 6.
- Cristina – Georgiana Voicu, ”Sandu Frunză, Comunicare Etică și Responsabilitate Socială, Editura Tritonic, București, 2011”, International Journal of Communication Research, (2012): 265.
- Vianu Mureșan, Trauma fondatoare etic, Tribuna, nr. 202, (1-15 februarie 2011): 7-8.
- Florea Lucaci, Cel de-al treilea om și etica responsabilității: Sandu Frunză, Dumnezeu și Holocaustul la Elie Wiesel Arhivat în 9 decembrie 2017, la Wayback Machine., Journal of Humanistic and Social Studies, Year I, No. 2 (2010): 155-159.
- Persida Baias, Holocaustul din perspectiva unei etici a responsabilității[nefuncțională]
, Timpul, 6-7 iunie-iulie, an XI, nr. 148, 2011, p. 7.
- Iulian Boldea, Elie Wiesel și etica responsabilității Arhivat în 10 septembrie 2016, la Wayback Machine. (Sandu Frunză, Dumnezeu și Holocaustul la Elie Wiesel. București: Editura Contemporanul, 2010), Apostrof, anul XXII, 2011, nr. 5 (252)
- Jones, Michael S. (2011) "Review of Sandu Frunză, Dumnezeu și Holocaustul la Elie Wiesel: O etică a responsabilității (God and the Holocaust according to Elie Wiesel: An ethic of responsibility).," Mathal/Mashal: Vol. 1: Iss. 1, Article 2. Available at:
- Iulian Boldea, Etica memoriei la Elie Wiesel, LitArt. Publicație lunară de cultură iunie-iulie 2011, anul II, Nr. 6-7 (15-16)
- Lucian-Zeev Herscovici, “Sandu Frunza, Dumnezeu si Holocaustul la Elie Wiesel : o etica a responsabilitatii Arhivat în 6 aprilie 2016, la Wayback Machine. (Dieu et le Holocauste: une éthique de la responsabilité)”,  Essachess - Journal for Communication Studies, Vol 4, No 8 (2011): 205-206
- Ilie Rad, The Ethics of Responsibility in Elie Wiesel´s Work, Journal for the Study of Religions and Ideologies, vol. 10. no. 28 (Spring 2011): 204-209.
- Cristina Gavriluță and Romeo Asiminei. ”The problem of evil and responsibility in Elie Wiesel’s view. New perspectives on the Holocaust”. European Journal of Science and Theology, Vol.7, No.4, (2011): 75-82.
- Paul Schveiger, Cronică de lectură: Sandu Frunză, Filosofie și iudaism, Viata noastră (Israel), vineri, 23 februarie 2007, p. 20, 28.
- Bogdan Baghiu, Sandu Frunză, Filosofie și iudaism, Editura Limes, Cluj-Napoca, 2006, Symposion. Revistă de Științe Socio–Umane, Tomul IV, Numărul 2 (8), 2006p. 560-563
- Lorin Ghiman, “Un vademecum de filosofie iudaică”, Timpul, an VIII, nr. 97, ianuarie
- Onufrie Vințeler, Filosofie și iar filosofie, Adevărul de Cluj (Cluj-Napoca). Anul XVII, nr.4768 (4 iul. 2006), p.5
- Fatma Mizikaci, Education and Cultural Diversity (L'éducation et la diversité culturelle) de Sandu Frunzặ et Michael S. Jones (Eds.), Cluj-Napoca [RO]: Provopress, 2006, 263 pp. ISBN 978-973-87225-5-2, în L’Enseignement supérieur en Europe, Volume 32 Numéro 4 /2007, p. 123
- Mihnea Stoica, Publicitatea și administrația publică, în dublă calitate: agresori și salvatori ai eticii Arhivat în 15 iunie 2016, la Wayback Machine., Timpul,11.01.2016